# 余端礼
余端礼（1135年—1201年），字处恭，宋朝衢州龙游县人，“南渡名宰”。
余端礼为宋高宗绍兴二十七年（1157年）进士。知乌程县，知民间赋丁绢钱有弊，每年蠲免缗钱六万。后来被推荐为监察御史，一直官至吏部侍郎。吴挺死后，余端礼主和，上书请不要以吴氏后代继承他的官位。宋光宗不为宋孝宗执丧，他和赵汝愚请太皇太后垂帘，立赵扩为宋宁宗。宋宁宗庆元六年（1195年）四月，为右丞相，不满意韩侂胄当权，他抑郁不得志，次年四月，称病退位，不许，迁左丞相，出判潭州（今湖南湘潭）。嘉泰元年卒于潭，年六十七，追授少保、郇国公，赠太傅，谥号忠肃。葬于龙游余端礼墓。

## 延伸阅读
[在维基数据编辑]
 《宋史·卷398》，出自脱脱《宋史》